# Зулийка Робинсън
Зулийка Робинсън (на английски: Sonya Walger) (родена на 29 юни 1977 г.) е британска актриса. Завършила е Американската академия по драматични изкуства в Лос Анджелис. Известна най-вече с ролята си на Илана в „Изгубени“.

## Филмография

### Роли в телевизията
- 2001 – „Самотните стрелци“
- 2002 – „Досиетата Х“
- 2007 – „Рим“
- 2008 – „Новият Амстердам“
- 2009-2010 – „Изгубени“
- 2012 – „Вътрешна сигурност“
- 2013 – „Тайнствени афери“
- 2013-2014 – „Имало едно време в Страната на чудесата“
- 2015 – „Последователите“

### Роли в киното
- 2004 – „Идалго“